# Dahae

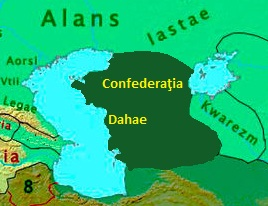
Confederația Dahae, reprezentare aproximativă

Dahae (persană: داها, latină; Δάοι greacă, Daoi și Δάαι, Daai) a fost o confederație de trei triburi antice iraniane care a trăit în regiunea din estul Mării Caspice. Ei au vorbit o limbă est-iraniană. 
Prima mentionare databilă a acestei confederații nomade apare în lista de națiuni ale lui Xerxes I cel Mare sub denumirea Daeva. În lista popoarelor și provinciilor Imperiului Ahemenid, Dahae sunt identificați în persană veche ca Dāha și sunt urmați imediat de grupul Saka, care sunt trecuți ca fiind vecini cu cei din Dāha. 